# Liste der Stolpersteine in Seeheim-Jugenheim
Die Liste der Stolpersteine in Seeheim-Jugenheim enthält alle Stolpersteine, die im Rahmen des gleichnamigen Kunst-Projekts von Gunter Demnig in Seeheim-Jugenheim verlegt und gefunden wurden. Mit ihnen soll an Opfer des Nationalsozialismus erinnert werden, die in Seeheim-Jugenheim lebten und wirkten.

## Verlegte Stolpersteine
| Adresse                               | Name               | Inschrift | Verlegedatum  | Bild | Anmerkung |
| ------------------------------------- | ------------------ | --- | ------------- | ---- | --------- |
| Albert-Schweitzer-Straße 6 (Standort) | Dr. Arthur Mayer   | Hier wohnte Arthur Mayer Jg. 1888 Deportiert 1943 Ermordet in Auschwitz                                                                                           | 10. Apr. 2013 |      |           |
| Albert-Schweitzer-Straße 6 (Standort) | Marguerite Mayer   | Hier wohnte Marguerite Mayer Geb. Benedict Jg. 1902 Deportiert 1943 Ermordet in Auschwitz                                                                         | 10. Apr. 2013 |      |           |
| Darmstädter Straße 3 (Standort)       | Rudolf Mayer       | Hier wohnte Rudolf Mayer Jg. 1868 Deportiert 1942 Theresienstadt Ermordet 2.1.1943                                                                                | 10. Apr. 2013 |      |           |
| Darmstädter Straße 3 (Standort)       | Ludwig Mayer       | Hier wohnte Ludwig Mayer Jg. 1902 Flucht 1936 USA überlebt | 10. Apr. 2013 |      |           |
| Darmstädter Straße 3 (Standort)       | Lina Mayer         | Hier wohnte Lina Mayer Geb. Maas Jg. 1898 Flucht 1936 USA überlebt                                                                                                | 10. Apr. 2013 |      |           |
| Darmstädter Straße 3 (Standort)       | Bella Maas         | Hier wohnte Bella ´Betty´ Maas Geb. Mayer Jg. 1903 Flucht USA überlebt                                                                                            | 10. Apr. 2013 |      |           |
| Darmstädter Straße 3 (Standort)       | Nathan Mayer       | Hier wohnte Nathan Mayer Jg. 1895 deportiert 1942 Auschwitz ermordet 29.1.1943                                                                                    | 10. Apr. 2013 |      |           |
| Darmstädter Straße 3 (Standort)       | Frieda Mayer       | Hier wohnte Frieda Mayer Geb. Buxbaum Jg. 1897 Deportiert 1942 Auschwitz Ermordet 29.1.1943                                                                       | 10. Apr. 2013 |      |           |
| Schloßstraße 8 (Standort)             | Max Mayer          | Hier wohnte Max Mayer Jg. 1886 ´Eingewiesen´ 4.2.1941 Hadamar Ermordet 4.2.1941 Aktion T4                                                                         | 10. Apr. 2013 |      |           |
| Schloßstraße 8 (Standort)             | Emilie Rosenfeld   | Hier wohnte Emilie Rosenfeld Geb. Mayer Jg. 1888 Deportiert 1942 Richtung Osten Schicksal unbekannt                                                               | 10. Apr. 2013 |      |           |
| Schloßstraße 8 (Standort)             | Hermann Rosenfeld  | Hier wohnte Hermann Rosenfeld Jg.1873 Opfer des Pogroms 1938 tot an den Folgen 30.12.1938                                                                         | 10. Apr. 2013 |      |           |
| Schloßstraße 8 (Standort)             | Herbert Rosenfeld  | Hier wohnte Herbert Rosenfeld Jg. 1922 Flucht 1938 USA überlebt                                                                                                   | 10. Apr. 2013 |      |           |
| Schloßstraße 8 (Standort)             | Erich Rosenfeld    | Hier wohnte Erich Rosenfeld Jg. 1925 Flucht 1941 USA überlebt | 10. Apr. 2013 |      |           |
| Ludwigstraße 15–19 (Standort)         | Heinrich Koppel    | Hier wohnte Heinrich Koppel Jg. 1870 Deportiert 1942 Theresienstadt Ermordet in Treblinka                                                                         | 21. Nov. 2013 |      |           |
| Ludwigstraße 15–19 (Standort)         | Julius Koppel      | Hier wohnte Julius Koppel Jg. 1900 Deportiert 1941 Lodz / Litzmannstadt Ermordet 10.5.1942 Chelmno / Kulmhof                                                      | 21. Nov. 2013 |      |           |
| Ludwigstraße 15–19 (Standort)         | Mathilde Koppel    | Hier wohnte Mathilde Koppel Geb. Simons Jg. 1905 Deportiert 1941 Lodz / Litzmannstadt Ermordet 10.5.1942 Chelmno / Kulmhof                                        | 21. Nov. 2013 |      |           |
| Ludwigstraße 15–19 (Standort)         | Karl Koppel        | Hier wohnte Karl Koppel Jg. 1905 Flucht 1937 USA überlebt | 21. Nov. 2013 |      |           |
| Ludwigstraße 15–19 (Standort)         | Irma Koppel        | Hier wohnte Irma Koppel Geb. Adler Jg. 1910 Flucht 1937 USA überlebt                                                                                              | 21. Nov. 2013 |      |           |
| Hauptstraße 24 (Standort)             | Moritz Abraham     | Hier wohnte Moritz Abraham ´Schutzhaft´ 1938 Sachsenhausen Deportiert 1942 Piaski Ermordet                                                                        | 21. Nov. 2013 |      |           |
| Hauptstraße 48 (Standort)             | Siegfried Brodnitz | Hier wohnte Siegfried Brodnitz Jg. 1866 Deportiert 1942 Theresienstadt Ermordet 17.9.1942                                                                         | 21. Nov. 2013 |      |           |
| Hauptstraße 48 (Standort)             | Ottilie Brodnitz   | Hier wohnte Ottilie Brodnitz Geb. Trier Jg. 1877 Deportiert 1942 Theresienstadt Ermordet 6.9.1942                                                                 | 21. Nov. 2013 |      |           |
| Hauptstraße 48 (Standort)             | Marta Brodnitz     | Hier wohnte Marta Brodnitz Jg. 1914 Deportiert 1942 Raasiku Ermordet                                                                                              | 21. Nov. 2013 |      |           |
| Hauptstraße 48 (Standort)             | Peter Brodnitz     | Hier wohnte Peter Brodnitz Jg. 1911 Flucht 1935 Kenia Britischer Soldat tot 29.12.1943 Italien                                                                    | 21. Nov. 2013 |      |           |
| Hauptstraße 48 (Standort)             | Louise Türck       | Hier wohnte Louise Türck Geb. Brodnitz Jg. 1909 Flucht 1939 England überlebt                                                                                      | 21. Nov. 2013 |      |           |
| Zwingenberger Straße 20 (Standort)    | Ada Brodnitz       | Hier wohnte Ada Brodnitz Jg. 1874 Flucht 1936 England | 16. Nov. 2014 |      |           |
| Darmstädter Straße 7 (Standort)       | Auguste Frank      | Hier wohnte Auguste Frank Geb. Mayer Jg. 1862 Flucht 1935 Schweiz                                                                                                 | 16. Nov. 2014 |      |           |
| Darmstädter Straße 9 (Standort)       | Milton Mayer       | Hier wohnte Milton Mayer Jg. 1888 ´Schutzhaft´ 1938 Buchenwald Flucht 1939 USA                                                                                    | 16. Nov. 2014 |      |           |
| Darmstädter Straße 9 (Standort)       | Hedwig Mayer       | Hier wohnte Hedwig Mayer geb. Grünebaum Jg. 1893 Flucht 1939 USA                                                                                                  | 16. Nov. 2014 |      |           |
| Kirchstraße 1 (Standort)              | Sally Mayer        | Hier wohnte Sally Mayer Jg. 1886 Flucht 1934 USA | 16. Nov. 2014 |      |           |
| Kirchstraße 1 (Standort)              | Klementine Mayer   | Hier wohnte Klementine Mayer Geb. Köhler Jg. 1893 Flucht 1934 USA                                                                                                 | 16. Nov. 2014 |      |           |
| Kirchstraße 1 (Standort)              | Inge Mayer         | Hier wohnte Inge Mayer Jg. 1923 Flucht 1934 USA | 16. Nov. 2014 |      |           |
| Kirchstraße 1 (Standort)              | Ruth Mayer         | Hier wohnte Ruth Mayer Jg. 1924 Flucht 1934 USA | 16. Nov. 2014 |      |           |
| Alsbacher Straße 44 (Standort)        | Dr. Julius Sachse  | Hier wohnte Julius Sachse Jg. 1865 Deportiert 1942 Theresienstadt Ermordet 30.12.1942                                                                             | 16. Nov. 2014 |      |           |
| Schloßstraße 24 (Standort)            | Willy Schneider    | Hier wohnte Willy Schneider Jg. 1906 Flucht 1945 Österreich Versteckt gelebt Befreit / Überlebt                                                                   | 16. Nov. 2014 |      |           |
| Schloßstraße 24 (Standort)            | Else Schneider     | Hier wohnte Else Schneider Geb. Mayer Jg. 1905 Flucht 1945 Österreich Vor Deportation Versteckt gelebt Befreit / Überlebt                                         | 16. Nov. 2014 |      |           |
| Schloßstraße 24 (Standort)            | Richard Schneider  | Hier wohnte Richard Schneider Jg. 1933 Flucht 1945 Österreich Versteckt gelebt Befreit / Überlebt                                                                 | 16. Nov. 2014 |      |           |
| Schloßstraße 24 (Standort)            | Edith Schneider    | Hier wohnte Edith Schneider Jg. 1933 Flucht 1945 Österreich Versteckt gelebt Befreit / Überlebt                                                                   | 16. Nov. 2014 |      |           |
| Mühltalstraße 5 (Standort)            | Cäcilie Silber     | Hier wohnte Cäcilie Silber Geb. Feitler Jg. 1891 Flucht 1936 USA                                                                                                  | 16. Nov. 2014 |      |           |
| Mühltalstraße 5 (Standort)            | Manfred Silber     | Hier wohnte Manfred Silber Jg. 1916 Im Widerstand Flucht 1942 Frankreich Interniert Drancy Deportiert Auschwitz Todesmarsch 1945 Bergen-Belsen Befreit / Überlebt | 16. Nov. 2014 |      |           |
| Mühltalstraße 5 (Standort)            | Gerdi Silber       | Hier wohnte Gerdi Silber Jg. 1914 Flucht 1936 USA | 16. Nov. 2014 |      |           |